# The Loneliest Time
| Совокупная оценка    | Совокупная оценка |
| Источник             | Оценка            |
| -------------------- | ----------------- |
| Metacritic           | 79/100            |
| Оценки критиков      |                   |
| Источник             | Оценка            |
| The Daily Telegraph  | [ 3 ]             |
| Entertainment Weekly | B+                |
| NME                  | [ 5 ]             |
| Pitchfork            | 6.5/10            |
| Rolling Stone        | [ 7 ]             |
| Slant Magazine       | [ 8 ]             |

The Loneliest Time — шестой студийный альбом канадской певицы Карли Рэй Джепсен, вышедший 21 октября 2022 года на лейбле 604 Records в Канаде, а также на School Boy Records и Interscope Records в США.

## Об альбоме
В мае 2020 года Джепсен рассказала, что во время изоляции она записала «целый карантинный альбом». Джепсен рассказала The Guardian, что она писала песни через Zoom вместе с давним соавтором Тэвишем Кроу.

Обсуждая альбом в интервью журналу Crack, Джепсен заявила, что хотела меньше осознавать, в какие десятилетия она переместилась. Вместо этого она вдохновлялась различными стилями, включая поп 80-х, фолк 70-х, фанк и диско. Джепсен также объяснила, что хотела стать более саморефлексивной и проанализировать свое собственное поведение.
«У меня была игровая площадка всех эпох, с которой можно было перепрыгнуть, и это было больше просто сочинение от сердца, в любом направлении, в котором песни хотели двигаться, … Мне было интересно иметь эти моменты флирта на [новом] альбоме, но также расширить спектр того, что может быть темой поп-песни»

## Продвижение
Песня «Western Wind» была выпущена в качестве лид-сингла 6 мая 2022 года. Альбом стал доступен для предварительного заказа 2 августа. Второй сингл «Beach House» был выпущен 5 августа, третий сингл «Talking to Yourself» — 16 сентября, а четвёртый сингл, заглавный трек с участием Руфуса Уэйнрайта, вышел 7 октября.

## Отзывы
The Loneliest Time получил в целом положительные отзывы музыкальных критиков; на Metacritic, который присваивает нормализованный рейтинг из 100 баллов рецензиям основных критиков, альбом получил 79 баллов из 100 на основе 14 рецензий.
Роб Шеффилд из Rolling Stone написал: «The Loneliest Time — это её самая эмоционально авантюрная музыка на данный момент — высокоглянцевый пост-бабблгамный синти-поп, который наносит серьёзный удар даже в самой шипучей форме».
Ханна Майлри из NME поставила альбому четыре звезды из пяти, написав, что в The Loneliest Time «теперь фирменные звуки Джепсен стали более экспансивными, хотя и не отходят далеко от проверенных и надежных звуков прошлого».

## Список композиций
| №   | Название                                            | Автор(ы)                                        | Продюсеры    | Длительность |
| --- | --------------------------------------------------- | ----------------------------------------------- | ------------ | ------------ |
| 1.  | «Surrender My Heart»                                | Карли Рэй Джепсен Imad Royal Max Hershenow      |              | 2:48         |
| 2.  | «Joshua Tree»                                       | Джепсен Tavish Crowe Luke Nicolli               |              | 2:29         |
| 3.  | «Talking to Yourself»                               | Джепсен Simon Wilcox Benjamin Berger Ryan Rabin | Captain Cuts | 2:53         |
| 4.  | «Far Away»                                          | Джепсен Crowe Nathan Jenkins                    |              | 2:59         |
| 5.  | «Sideways»                                          | Джепсен Jay Stolar John Hill Jordan Palmer      |              | 2:16         |
| 6.  | «Beach House»                                       | Джепсен Nate Cyphert Alex Hope                  | Hope         | 2:30         |
| 7.  | «Bends»                                             | Джепсен Crowe Jenkins                           |              | 3:15         |
| 8.  | «Western Wind»                                      | Джепсен Ростам Батманглидж                      | Батманглидж  | 3:45         |
| 9.  | «So Nice»                                           | Джепсен Cyphert Kyle Shearer                    |              | 3:39         |
| 10. | «Bad Thing Twice»                                   | Джепсен Stolar Hill Palmer                      |              | 3:13         |
| 11. | «Shooting Star»                                     | Джепсен Jared Solomon Danny Silberstein         |              | 3:19         |
| 12. | «Go Find Yourself or Whatever»                      | Джепсен Батманглидж                             |              | 4:44         |
| 13. | «The Loneliest Time» (при участии Руфуса Уэйнрайта) | Джепсен Cyphert Shearer                         |              | 4:34         |

| №   | Название                       | Длительность |
| --- | ------------------------------ | ------------ |
| 14. | «Anxious»                      | 2:57         |
| 15. | «No Thinking Over the Weekend» | 4:42         |
| 16. | «Keep Away»                    | 4:02         |

## Позиции в чартах
| Чарт (2022)                          | Высшая позиция |
| ------------------------------------ | -------------- |
| Бельгия/Фландрия (Ultratop)          | 180            |
| Бельгия/Валлония (Ultratop)          | 180            |
| Ирландия (IRMA)                      | 61             |
| Япония (Oricon)                      | 52             |
| Япония (Digital Albums, Oricon)      | 33             |
| Япония (Hot Albums, Billboard Japan) | 52             |
| Новая Зеландия (RMNZ)                | 37             |
| Шотландия (Scottish Albums Chart)    | 7              |
| Великобритания (UK Albums Chart)     | 16             |

## История релиза
| Регион | Дата            | Формат                              | Лейбл                     | Ссылка        |
| ------ | --------------- | ----------------------------------- | ------------------------- | ------------- |
| Мир    | 21 октября 2022 | CD Цифровые загрузки стриминг винил | 604 School Boy Interscope | [ 15 ] [ 26 ] |